# Brukshund

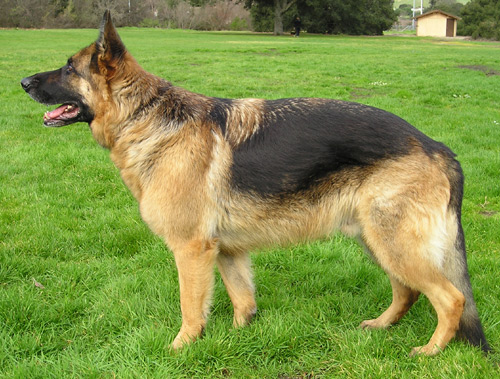
Tysk schäferhund är en populär väktar- och polishund

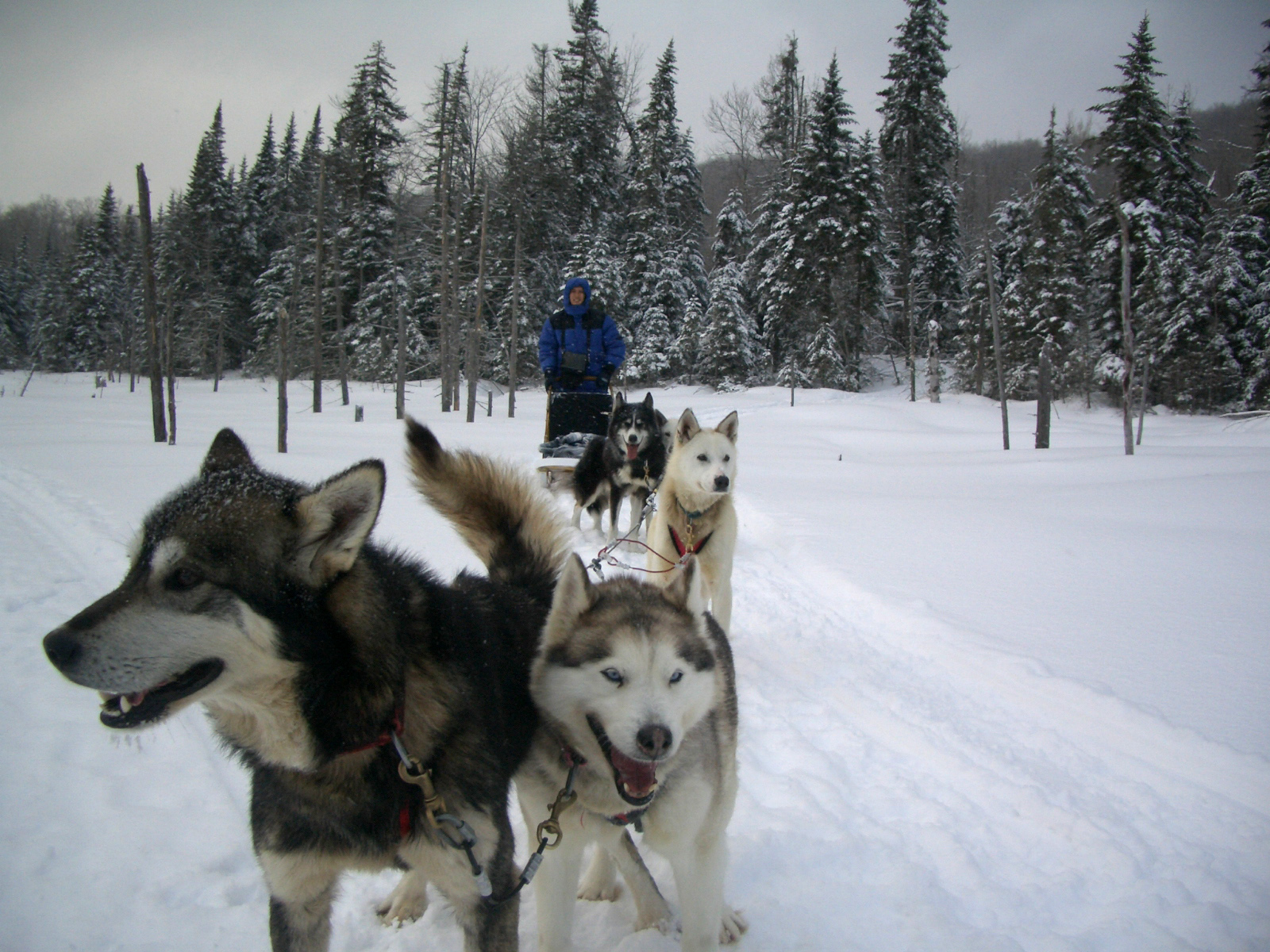
Alaskan Malamute är en vanlig slädhundsras

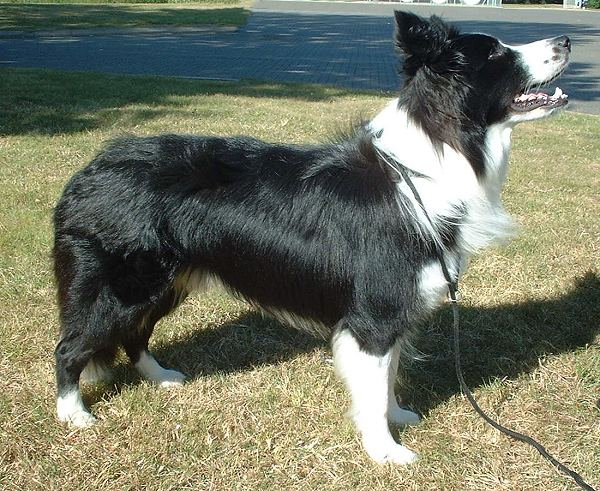
Border collien är en typisk vallhund

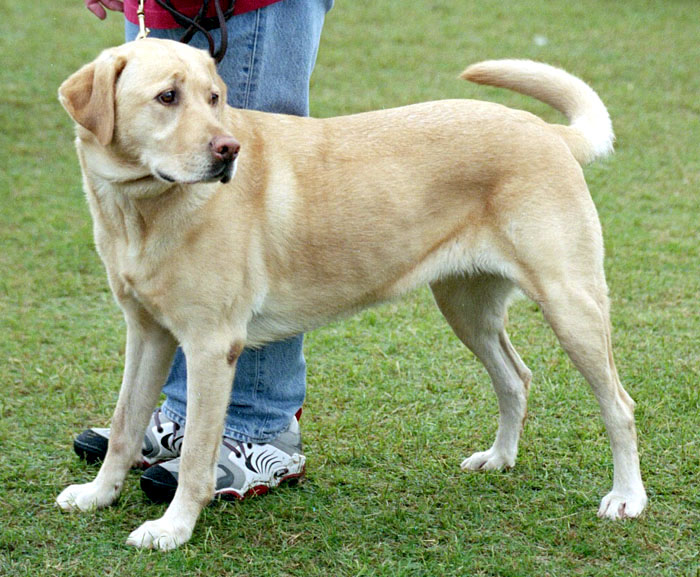
Labrador retrievern började användas som ledarhund och narkotikahund från mitten av 1960-talet

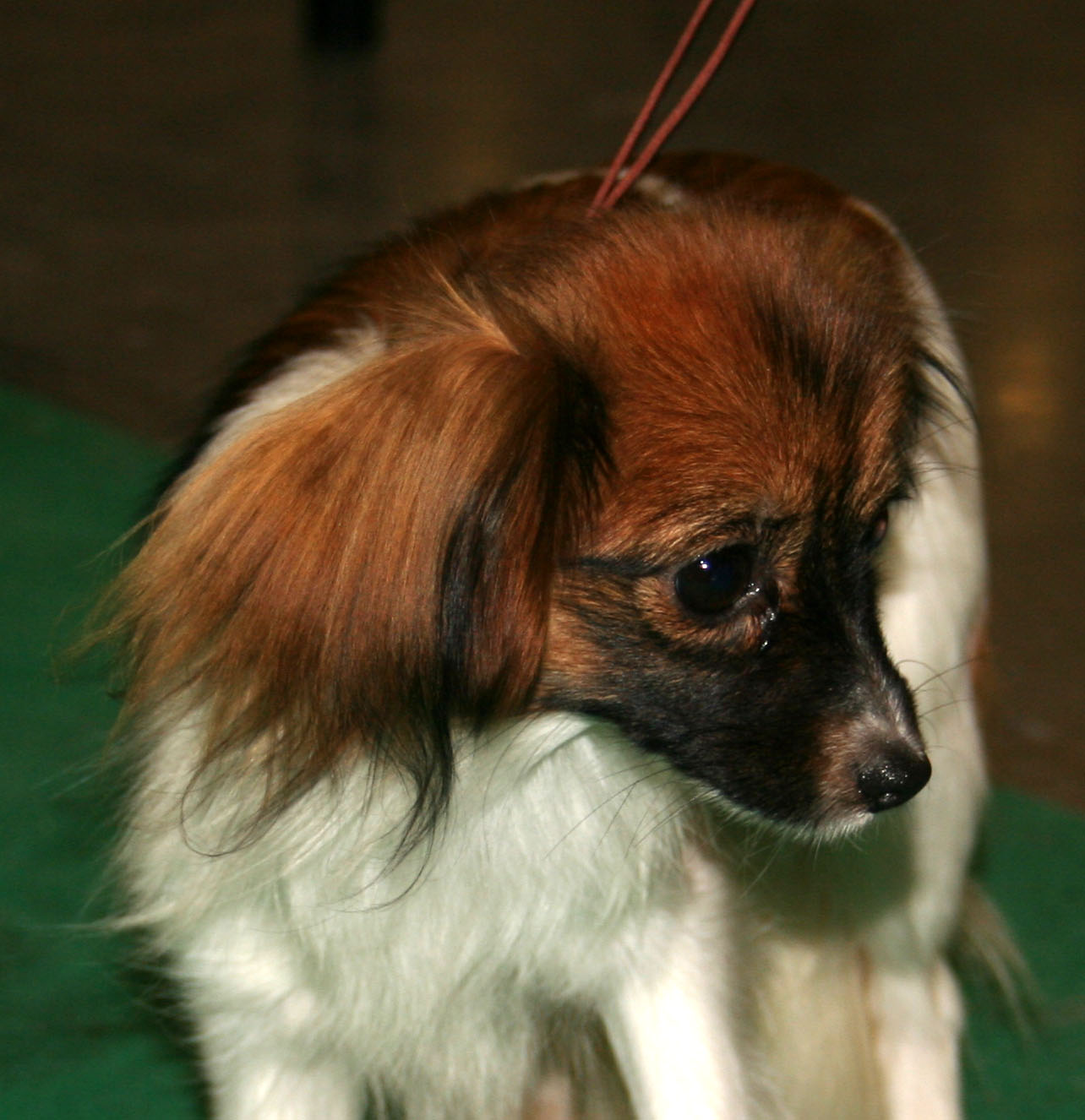
Dvärghunden phalène kan tjänstgöra som mögelhund

En brukshund är en arbetande hund som används för nyttoändamål. Brukshundarna kan delas in i tjänstehundar, assistanshundar, jakthundar, vallhundar, draghundar samt övriga.
Tjänstehundar är sådana som används inom polisen, bevakningsföretagen, tullen, militären och räddningstjänsten. De kan vara skyddshundar, räddningshundar eller narkotikahundar, med mera. Den klassiska assistanshunden är ledarhunden, men idag tränas hundar för att hjälpa många olika slags funktionshindrade och människor med kroniska sjukdomar som diabetes och epilepsi. Man skiljer vanligen på brukshundar och jakthundar, men ett slags jakthund som bör nämnas i sammanhanget är eftersökshundar som bland annat används för att hitta trafikskadat vilt.
De traditionella brukshundsraserna som tysk schäferhund och rottweiler har utvecklats ur vall- och gårdshundar med utpräglad inlärningsförmåga och stor arbetsvilja. Men under senare decennier har man insett fördelarna med att använda hundar med mjukare temperament som narkotika- och ledarhundar och liknande. Därför har framförallt labrador retrievern, som egentligen är en apporterande jakthund, blivit en vanlig brukshund. När det gäller mögelhundar och servicehundar kan vilken ras som helst komma ifråga. Numer vill man ofta ha lätta och smidiga hundar, exempel finns både på belgisk vallhund och phalène. Det viktiga är stor inlärningsförmåga och god social förmåga samt för vissa ändamål utvecklat luktsinne.
Tidigare utbildades tjänstehundar och ledarhundar på Statens hundskola i Sollefteå, men numer utbildas hundar antingen av privata företag eller ofta av hundföraren själv inom någon ideell organisation som Svenska Brukshundklubben (SBK) eller Svenska Service- och Signalhundsförbundet. Träningen börjar ofta redan på valpstadiet med riktade lekar.
Till och med 1994 var brukshundar en särskild rasgrupp inom Nordisk Kennelunion (NKU). Från 1995 anslöt sig de nordiska kennelklubbarna till den rasgruppsindelning som tillämpas av den internationella kennelfederationen Fédération Cynologique Internationale (FCI) och brukshundarna fördelades på två grupper: dels vall-, boskaps och herdehundar; dels schnauzer och pinscher, molosser och bergshundar samt sennenhundar. Brittiska The Kennel Club (KC) liksom American Kennel Club (AKC), som ingendera är ansluten till FCI, har fortfarande kvar brukshundar (working dogs) som rasgrupp.
Svenska Brukshundklubben har som specialklubb inom Svenska Kennelklubben (SKK) avelsansvar för följande raser: australian cattledog, australian kelpie, australian shepherd, beauceron, belgisk vallhund, berger picard, bouvier des flandres, boxer, briard, collie, dobermann, hollandse herdershond, hovawart, riesenschnauzer, rottweiler, svart terrier, tysk schäferhund och vit herdehund. Hundar från flertalet av dessa raser (samt ytterligare några ovanligare raser) måste antingen ha meriter från bruksprov eller vallhundsprov eller vara godkända draghundar eller ha tjänstehundscertifikat för att kunna erhålla certifikat eller championat på hundutställning. Undantagen är australian cattledog, australian shepherd, collie, hollandse herdershond, svart terrier och vit herdehund som inte har krav på arbetsprov; men om de är meriterade kan de tävla i bruksklass på samma sätt som övriga brukshundsraser.
Hundar från alla raser som är erkända av SKK kan tävla inom bruksprov i grenarna spår, sök och rapport. Däremot krävs medlemskap i SBK för att få delta. Inom hundsporten internationella prövningsordningen (IPO) samt bruksgrenen skydd kan endast de raser SBK har ansvar för tävla.

## Tjänstehundar
- Ammunitionssökhund (amsökhund), se Bombhund
- Arméhund, se Försvarsmaktshund
- Bevakningshund, se Försvarsmaktshund
- Blodspårhund, se Likhund
- Bombhund
- Brandhärdshund
- Eftersökshund, se Polishund
- Fjällräddningshund, se Räddningshund
- Försvarsmaktshund (FM-hund)
- Gashund, se Bombhund
- ID-hund
- Kadaverhund, se Likhund
- Kriminalsökhund, se Likhund
- Lavinhund, se Räddningshund
- Likhund
- Livräddningshund, se Räddningshund
- Minhund, se Bombhund
- Narkotikahund
- Pansarvärnshund
- Patrullhund. se Bevakningshund (olika betydelser)
- Personsökhund, se Polishund
- Polishund
- Rapporthund
- Ruinsökhund, se Räddningshund
- Räddningshund
- Röksökhund, se Bombhund
- Saksökhund, se Polishund
- Sanitetshund, se Räddningshund
- Sjukvårdshund, se Räddningshund
- Sjöräddningshund, se Räddningshund
- Skyddshund
- Specialsökhund, se Polishund
- Spermahund, se Likhund
- Sprängämneshund, se Bombhund
- Spårhund
- Sökhund
- Vapensökhund, se Bombhund
- Vattensökhund, se Försvarsmaktshund
- Vindsökhund, se Försvarsmaktshund
- Väktarhund (skyddshund eller vakthund)
- Ytsökande hund (bombhund eller räddningshund)
- Övervakningshund (ÖVS-hund), se Skyddshund

## Assistanshundar
- Alarmerande hund, se Diabeteshund resp. Epilepsihund
- Assistanshund
- Diabeteshund
- Epilepsihund
- Ledarhund
- Psykiatrisk servicehund
- Rehabhund, se Servicehund
- Servicehund
- Signalhund
- Sos-hund (service- och signalhund), se Assistanshund
- Terapihund
- Vårdhund, se Terapihund

## Övriga
- Bandhund, se Hundkoja
- Besiktningshund, se Mögelhund
- Boskapshund (boskapsvallare)
- Boskapsvaktare (bergshund)
- Cancerhund
- Draghund
- Fårhund, se Vallhund
- Gårdshund
- Herdehund (vallhund eller boskapsvaktare)
- Kamphund
- Klövjehund
- Kvicksilverhund, se Mögelhund
- Malmletningshund, se Statens hundskola
- Mögelhund
- PCB-hund, se Mögelhund
- Renhund, se Lapphund
- Röthund, se Mögelhund
- Skeppshund, se Gårdshund
- Slädhund
- Stakethund, se Vakthund
- Stallhund, se Gårdshund
- Tempelhund, se Gårdshund
- Tryffelhund, se Svampsök
- Vallhund
- Vagnshund (gårdshund eller draghund)
- Vakthund
- Väktarhund (vakthund eller skyddshund)